# الصافية (جبلة)

تعديل مصدري - تعديل

الصافية محلة تابعة لقرية نقيل الاحروث، التابعة لعزلة الربادي بمديرية جبلة إحدى مديريات محافظة إب في الجمهورية اليمنية، بلغ تعداد سكانها 225 حسب تعداد اليمن لعام 2004.